# Invidia e odio
Sull'invidia e odio (Περὶ φθόνου καὶ μίσους - De invidia et odio) è un breve scritto di Plutarco, incluso nei Moralia.

## Struttura
Secondo Plutarco le malattie dell’anima sono causate dalla smodata manifestazione delle passioni che vi risiedono; esse sono più gravi di quelle del corpo, poiché è malata la parte con cui si giudica, cioè la ragione e quindi è più difficile prenderne coscienza. 
Per curare un male bisogna prima averne consapevolezza: solo allora, come un malato va a farsi curare dal medico, chi vuol guarire dai propri vizi potrà ricorrere alla medicina della filosofia. Il tema si collega a dibattiti di ambito platonico-aristotelico e trova precisi riscontri in Cicerone. L’opuscolo, che nasce come testo di una conferenza, si interrompe bruscamente.